# Klaverkoncert nr. 6 (Beethoven)
Klaverkoncert nr. 6 er Beethovens sidste klaverkoncert. Den er komponeret i 1815, altså ca. 12 år før Beethoven døde, men han har aldrig skrevet den færdig. Der eksisterer en del skitser til værkets 3 satser, og et partitur til 1. sats og halvdelen af 2. sats. Af ukendte årsager har Beethoven lagt arbejdet til side, og i stedet skrevet en del mindre kammermusikværker som f.eks. cellosonater nr. 4 og 5 og Klaversonate nr. 28 i A-dur samt mindre orkesterværker som Namesfeier.
Værket er aldrig forsøgt fuldført, og har således heller aldrig været opført.
Lytteprøve
- MIDI-fil fra Unheard Beethoven, 12 minutter: "Piano Concerto No. 6 in D (unfinished), (1814/15) Performing edition prepared by Nicholas Cook, Professor of Music at the University of Southampton, and Kelina Kwan."